# Taraxacum polyodon
Taraxacum polyodon — вид квіткових рослин з родини айстрових (Asteraceae). Вид зростає в Європі: Естонія, Латвія, Бельгія, Чехія, Данія, Фінляндія, Франція, Німеччина, Велика Британія, Ірландія, Нідерланди, північноєвропейська Росія, Норвегія, Польща, Швеція; це багаторічна рослина помірних біомів.

## Опис
T. polyodon має неправильні та вузькі крилаті черешки, зелені ззовні та червонуваті зсередини. Частки листя мають зубчасту форму з великими зубцями. Листки помітно неоднакові, кінцеві частки невеликі й трикутні на зовнішніх, великі та зубчасті на внутрішніх частинах. Приквітки малі, гачкуваті, зі слабким фіолетовим відтінком.